# Міхелау-ім-Штайгервальд
Міхелау-ім-Штайгервальд (нім. Michelau im Steigerwald) — громада в Німеччині, розташована в землі Баварія. Підпорядковується адміністративному округу Нижня Франконія. Входить до складу району Швайнфурт. Складова частина об'єднання громад Герольцгофен.
Площа — 14,15 км2. Населення становить 1123 ос. (станом на 31 грудня 2020).

## Галерея

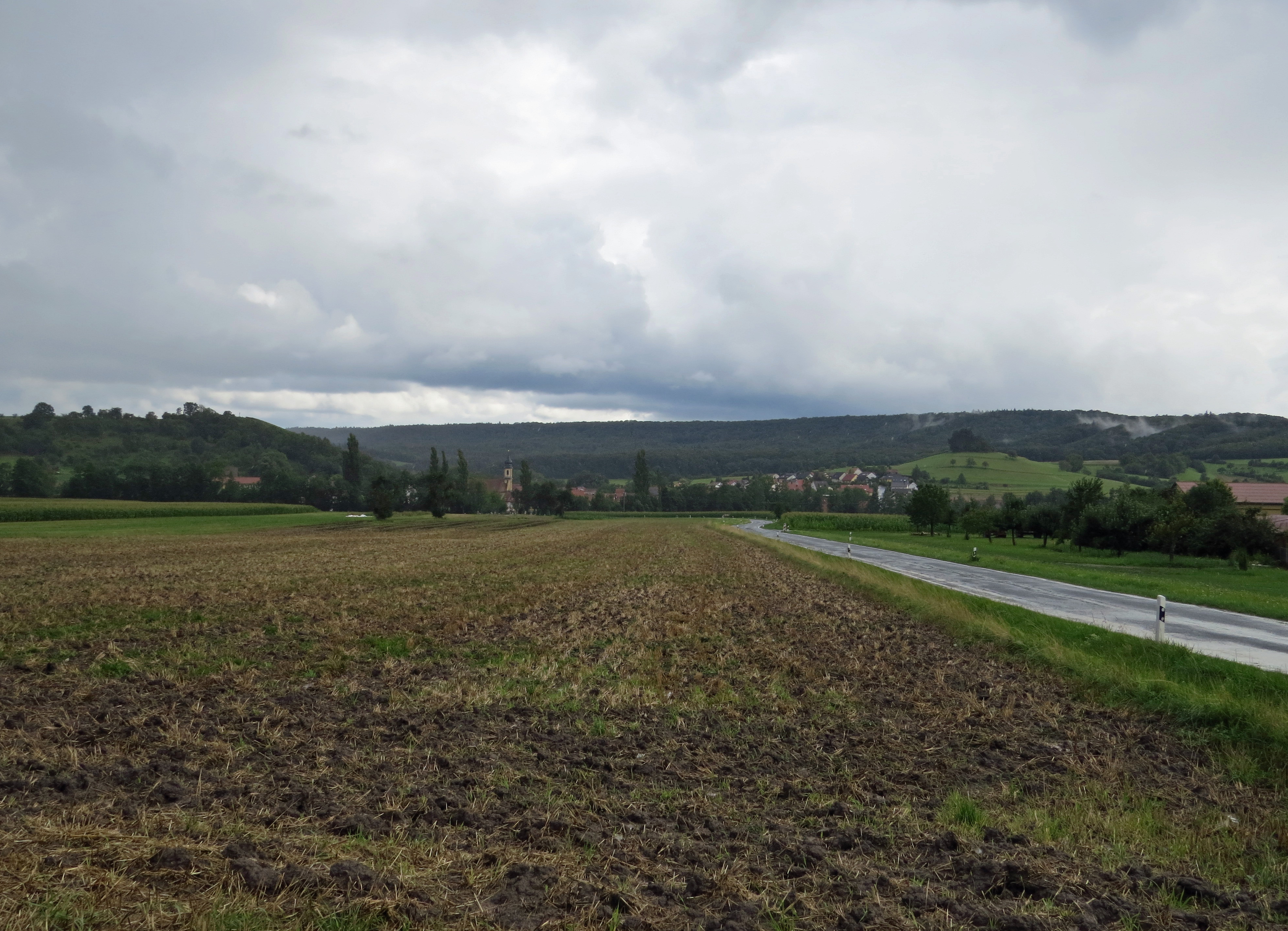